# Rysjön, Närke
Rysjön är en sjö i Örebro kommun i Närke och ingår i Norrströms huvudavrinningsområde. På detta ställe låg tidigare sjön Västra Kvismaren vars nivå sänktes på 1880-talet med 1,46 m. Rysjön uppstod år 1982 när invallningar skapades för kontroll av vattenståndet. Sjön har en area på 0,782 kvadratkilometer och ligger 23 meter över havet. Rysjön ligger i Kvismarens naturreservat Natura 2000-område.

## Delavrinningsområde
Rysjön ingår i det delavrinningsområde (656231-147370) som SMHI kallar för Namn saknas. Medelhöjden är 34 meter över havet och ytan är 55,24 kvadratkilometer. Räknas de 21 avrinningsområdena uppströms in blir den ackumulerade arean 582,66 kvadratkilometer. Kvismare kanal som avvattnar avrinningsområdet har biflödesordning 2, vilket innebär att vattnet flödar genom totalt 2 vattendrag innan det når havet efter 205 kilometer. Avrinningsområdet består mestadels av skog (33 procent), öppen mark (12 procent) och jordbruk (51 procent). Avrinningsområdet har 0,67 kvadratkilometer vattenytor vilket ger det en sjöprocent på 1,2 procent.